# لیدزاوا
لیدزاوا (به لاتین: Lidzava) یک منطقهٔ مسکونی در گرجستان است که در ناحیه گاگرا واقع شده‌است.